# Selecția Națională 2013
Selecția Națională este procedeul de alegere a piesei reprezentante a României la Eurovision.Anul acesta vor fi 2 semifinale.

## Istoric
Între 14 ianuarie și 3 februarie 2013, concurenții au putut să își înscrie melodiile pentru concurs. Melodiile au putut fi înscrise și la studiourile teritoriale TVR. La sfârșitul perioadei de înscrieri, Dan Manoliu, managerul proiectului Eurovision România, a declarat că 148 de piese au fost înscrise pentru audiții.
În perioada 6 - 14 februarie 2013 au avut loc audițiile la Iași, Cluj, Timișoara, Craiova, iar apoi 2 zile în București. La finalul acestor audiți 32 de melodii au fost alese pentru semifinale, fiind repartizate în 2 semifinale.

## Gazdele
Inspirați de celebra trupă ABBA, faimoșii câștigători ai Concursului Muzical Eurovision din anul 1974, TVR a anunțat că în 2013 semifinalele și finala vor fi găzduite de către Paula Seling, Ovi, Andreea Bănică și Marius Rizea, care vor încerca să imite faimoasa trupă.

## Repartizarea concureților în semifinale
La 15 februarie 2013 a avut loc întâlnirea organizatorilor selecției naționale Eurovision 2013 cu interpreții și compozitorii calificați în semifinale. Întrunirea a avut ca scop stabilirea detaliilor tehnice pentru repetiții, dar și tragerea la sorți a ordini intrării celor 32 de piese în concurs, în 23 și 24 februarie.

### Prima semifinală
- Această semifinală se va ține pe 23 februarie.
- În această semifinală vor concura 14 melodi.

| #  | Artist                      | Piesă                         | Versuri (v) / Muzică (m)                                                                                          | Public  | Public | Juriu  | Juriu  | Total | Loc obținut |
| #  | Artist                      | Piesă                         | Versuri (v) / Muzică (m)                                                                                          | Televot | Puncte | Voturi | Puncte | Total | Loc obținut |
| -- | --------------------------- | ----------------------------- | --- | ------- | ------ | ------ | ------ | ----- | ----------- |
| 01 | Tudor Turcu                 | "Hello"                       | Călin Pop (m/v), Norbert Kovacs (m/v)                                                                             | 2,105   | 7      | 17     | 2      | 9     | 6           |
| 02 | Casa Presei                 | "Un Refren"                   | Gabriel Basarebescu (m), Robert Turcescu (v)                                                                      | 6,886   | 12     | 10     | 1      | 13    | 3           |
| 03 | Electric Fence              | "Emilia"                      | David Ciente (m/v), Elena Luminița Vasile (m/v), Antonio Eduard Antemir (m), Lucian Indre (m)                     | 1,862   | 5      | 43     | 6      | 11    | 4           |
| 04 | Diana Hetea                 | "I believe in love"           | Jonas Gladnikoff (m/v), Johnny Sanchez (m/v), Sara Ljunggren (m/v), Michael James Down (m), Anders Kollerfors (m) | 578     | 0      | 20     | 3      | 3     | 12          |
| 05 | Station 4                   | "Your heart is telling me so" | Mihai Alexandru (m/v), Marian Stancu (v), Constantin Axinte Amza (v)                                              | 1,274   | 3      | 9      | 0      | 3     | 11          |
| 06 | Edict                       | "Buddy Buddy"                 | Valeriu Cataraga (v), Anatol Neagu (l)                                                                            | 274     | 0      | 9      | 0      | 0     | 16          |
| 07 | FreeStay                    | "Criminal Mind"               | Matei Alexandru Mihai (v/l), Florin Ristei (v/l)                                                                  | 1,542   | 4      | 44     | 7      | 11    | 5           |
| 08 | Maximilian Muntean          | "Broken Heart"                | Petru Călinescu (v/l)                                                                                             | 778     | 1      | 3      | 0      | 1     | 14          |
| 09 | Brigitta & Mihai feat. TIPS | "One heart"                   | Tudor Nițu (v), David Ciente (v), Brigitta Szebenyi (l)                                                           | 734     | 0      | 34     | 5      | 5     | 9           |
| 10 | Natalia Barbu               | "Confession"                  | Ana Sîrbu (m/v), Radu Sîrbu (m)                                                                                   | 850     | 2      | 4      | 0      | 2     | 13          |
| 11 | Spin & Cezar Dometi         | "Silver lining"               | Cătălin Tuță Popescu (m), Răzvan Cârligeanu (v)                                                                   | 689     | 0      | 31     | 4      | 4     | 10          |
| 12 | Liviu Mititelu              | "La donna di nero"            | Liviu Mititelu (m/v)                                                                                              | 2,028   | 6      | 0      | 0      | 6     | 8           |
| 13 | Cezar Florin Ouatu          | "It's my life"                | Cristian Faur (m/v)                                                                                               | 2,401   | 8      | 52     | 10     | 18    | 2           |
| 14 | Tammy                       | "Firebird"                    | Zoltan Pop (m/v)                                                                                                  | 613     | 0      | 0      | 0      | 0     | 15          |
| 15 | Luminița Anghel             | "Unique"                      | Rafael Herrero (m/v), Jose Juan Santana Rodriguez (v)                                                             | 3,038   | 10     | 80     | 12     | 22    | 1           |
| 16 | Anthony                     | "Dream girl"                  | Marcus Frenell (m), Frederik Randquist (m), Hanif Sabzevari (m/v), Jimi Thiesen (m), Michael James Down (m)       | 703     | 0      | 44     | 8      | 8     | 7           |

### Votul Juriului
| Votul Juriului în Prima Semifinală | Votul Juriului în Prima Semifinală | Votul Juriului în Prima Semifinală | Votul Juriului în Prima Semifinală | Votul Juriului în Prima Semifinală | Votul Juriului în Prima Semifinală | Votul Juriului în Prima Semifinală | Votul Juriului în Prima Semifinală | Votul Juriului în Prima Semifinală | Votul Juriului în Prima Semifinală | Votul Juriului în Prima Semifinală |
| #                                  | Piesă                              | George Natsis                      | Alexandra Cepraga                  | Eduard Cârcotă                     | Crina Mardare                      | Andrei Tudor                       | Dana Dorian                        | Mihai Ogășanu                      | Total                              | Puncte                             |
| ---------------------------------- | ---------------------------------- | ---------------------------------- | ---------------------------------- | ---------------------------------- | ---------------------------------- | ---------------------------------- | ---------------------------------- | ---------------------------------- | ---------------------------------- | ---------------------------------- |
| 01                                 | "Hello"                            | 4                                  | 0                                  | 3                                  | 7                                  | 0                                  | 0                                  | 3                                  | 17                                 | 2                                  |
| 02                                 | "Un Refren"                        | 0                                  | 3                                  | 4                                  | 0                                  | 0                                  | 3                                  | 0                                  | 10                                 | 1                                  |
| 03                                 | "Emilia"                           | 10                                 | 8                                  | 6                                  | 3                                  | 8                                  | 6                                  | 2                                  | 43                                 | 6                                  |
| 04                                 | "I believe in love"                | 0                                  | 2                                  | 0                                  | 8                                  | 4                                  | 0                                  | 6                                  | 20                                 | 3                                  |
| 05                                 | "Your heart is telling me so"      | 3                                  | 0                                  | 2                                  | 1                                  | 2                                  | 1                                  | 0                                  | 9                                  | 0                                  |
| 06                                 | "Buddy Buddy"                      | 2                                  | 3                                  | 1                                  | 0                                  | 0                                  | 2                                  | 1                                  | 9                                  | 0                                  |
| 07                                 | "Criminal mind"                    | 7                                  | 7                                  | 8                                  | 2                                  | 7                                  | 5                                  | 8                                  | 44                                 | 7                                  |
| 08                                 | "Broken heart"                     | 0                                  | 0                                  | 0                                  | 0                                  | 3                                  | 0                                  | 0                                  | 3                                  | 0                                  |
| 09                                 | "One heart"                        | 6                                  | 4                                  | 0                                  | 12                                 | 5                                  | 0                                  | 7                                  | 34                                 | 5                                  |
| 10                                 | "Confession"                       | 0                                  | 0                                  | 0                                  | 0                                  | 0                                  | 4                                  | 0                                  | 4                                  | 0                                  |
| 11                                 | "Silver lining"                    | 1                                  | 2                                  | 5                                  | 5                                  | 1                                  | 7                                  | 10                                 | 31                                 | 4                                  |
| 12                                 | "La donna di nero"                 | 0                                  | 0                                  | 0                                  | 0                                  | 0                                  | 0                                  | 0                                  | 0                                  | 0                                  |
| 13                                 | "It's my life"                     | 5                                  | 10                                 | 10                                 | 4                                  | 10                                 | 8                                  | 5                                  | 52                                 | 10                                 |
| 14                                 | "Firebird"                         | 0                                  | 0                                  | 0                                  | 0                                  | 0                                  | 0                                  | 0                                  | 0                                  | 0                                  |
| 15                                 | "Unique"                           | 12                                 | 12                                 | 12                                 | 10                                 | 12                                 | 10                                 | 12                                 | 80                                 | 12                                 |
| 16                                 | "Dream girl"                       | 8                                  | 1                                  | 7                                  | 6                                  | 6                                  | 12                                 | 4                                  | 44                                 | 8                                  |

### Semifinala 2
- Această semifinală se va ține pe 24 februarie.
- În această semifinală vor concura 16 melodi.

| #  | Artist                      | Piesă                               | Versuri (V) / Muzică (m) | Public  | Public | Juriu  | Juriu  | Total | Locul obținut |
| #  | Artist                      | Piesă                               | Versuri (V) / Muzică (m) | Televot | Puncte | Voturi | Puncte | Total | Locul obținut |
| -- | --------------------------- | ----------------------------------- | --- | ------- | ------ | ------ | ------ | ----- | ------------- |
| 01 | Ovidiu Anton                | "Run away with me"                  | Ovidiu Anton (m/v) | 1414    | 4      | 42     | 5      | 9     | 6             |
| 02 | Leticia                     | "We are one"                        | Radu Alexandrescu (m/v), Sandu Ștefan (m/v)                                                                                        | 792     | 0      | 0      | 0      | 0     | 16            |
| 03 | Mosquito                    | "Feel the same"                     | Gabriel Băruța (m), Edi Enache (v)                                                                                                 | 654     | 0      | 26     | 3      | 3     | 12            |
| 04 | Alin Văduva                 | "Storyline"                         | Kevin Borg (m/v), Simon Gribe (m/v), Alin Văduva (m/v), Aidan O'Conner (m/v)                                                       | 447     | 0      | 10     | 2      | 2     | 14            |
| 05 | Al Mike feat. Renee Santana | "What is love"                      | Mihai Alexandru (m/v), Alexandra Niculae (v)                                                                                       | 1030    | 3      | 68     | 10     | 13    | 3             |
| 06 | Diana Matei                 | "Ma Ma He"                          | Diana Matei (m/v), Gabriel Alexandru (m/v)                                                                                         | 963     | 2      | 0      | 0      | 2     | 13            |
| 07 | 9 Gardens                   | "All for naught"                    | Cary Shields (m/v), Dan Secheli (m), Florin Ștefan (m), Radu Iaszberenyi (m)                                                       | 468     | 0      | 43     | 6      | 6     | 10            |
| 08 | The Zuralia Orchestra       | "Sukar Transylvania"                | Aurel Mirea (m/v) | 2455    | 8      | 6      | 0      | 8     | 7             |
| 09 | ABCD                        | "Final de război"                   | Cristina Haios (m/v), Gabriel Maga (m)                                                                                             | 771     | 0      | 45     | 7      | 7     | 9             |
| 10 | Elena Cârstea Muttart       | "Spinning"                          | Elena Cârstea Muttart (m/v), Cristian Faur (m)                                                                                     | 2112    | 6      | 71     | 12     | 18    | 1             |
| 11 | Narcis Iustin Ianău         | "Seven"                             | Narcis Iustin Ianău (m/v), Dan Horațiu Dumitraș (m)                                                                                | 3108    | 12     | 1      | 0      | 12    | 4             |
| 12 | Claudiu Mirea               | "I feel so high"                    | Daniel Alexandrescu (m/v), Claudiu Mirea (m/v)                                                                                     | 821     | 0      | 26     | 4      | 4     | 11            |
| 13 | Andrei Leonte               | "Paralyzed"                         | Mike Eriksson (m/v), Johnny Sanchez (m), Michael James Down (m), Jonas Thander (v)                                                 | 1585    | 5      | 49     | 8      | 13    | 2             |
| 14 | Cristian Prăjescu           | "The best thing in life is to love" | Sergiu Rudichi (m/v) | 2678    | 10     | 8      | 0      | 10    | 5             |
| 15 | Jul                         | "Wake me up"                        | Victor Bouroșu (m), Cristian Paul Iacob (v)                                                                                        | 910     | 1      | 3      | 0      | 1     | 15            |
| 16 | Phaser                      | "Pour toi et pour moi"              | Florin Pop-Magda (m), Tinu Vidaicu (m), Lucian Oprișan (m), Arnold Birta (m), Carina Dumitru (m/v), Radu Racz (m), Corian Păun (m) | 2418    | 7      | 8      | 1      | 8     | 8             |

### Votul Juriului
| Votul Juriului Semifinala 2 | Votul Juriului Semifinala 2         | Votul Juriului Semifinala 2 | Votul Juriului Semifinala 2 | Votul Juriului Semifinala 2 | Votul Juriului Semifinala 2 | Votul Juriului Semifinala 2 | Votul Juriului Semifinala 2 | Votul Juriului Semifinala 2 | Votul Juriului Semifinala 2 | Votul Juriului Semifinala 2 |
| #                           | Piesă                               | George Natsis               | Alexandra Cepraga           | Eduard Cârcotă              | Crina Mardare               | Andrei Tudor                | Dana Dorian                 | Mihai Ogășanu               | Total                       | Puncte                      |
| --------------------------- | ----------------------------------- | --------------------------- | --------------------------- | --------------------------- | --------------------------- | --------------------------- | --------------------------- | --------------------------- | --------------------------- | --------------------------- |
| 01                          | "Run away with me"                  | 8                           | 8                           | 3                           | 2                           | 6                           | 7                           | 8                           | 42                          | 5                           |
| 02                          | "We are one"                        | 0                           | 0                           | 0                           | 0                           | 0                           | 0                           | 0                           | 0                           | 0                           |
| 03                          | "Feel the same"                     | 1                           | 7                           | 2                           | 4                           | 5                           | 4                           | 3                           | 26                          | 3                           |
| 04                          | "Storyline"                         | 3                           | 1                           | 5                           | 1                           | 0                           | 0                           | 0                           | 10                          | 2                           |
| 05                          | "What is love"                      | 10                          | 10                          | 12                          | 6                           | 8                           | 10                          | 12                          | 68                          | 10                          |
| 06                          | "Ma Ma He"                          | 0                           | 0                           | 0                           | 0                           | 0                           | 0                           | 0                           | 0                           | 0                           |
| 07                          | "All for naught"                    | 6                           | 6                           | 10                          | 8                           | 4                           | 2                           | 7                           | 43                          | 6                           |
| 08                          | "Sukar Transylvania"                | 0                           | 0                           | 0                           | 0                           | 1                           | 0                           | 5                           | 6                           | 0                           |
| 09                          | "Final de război"                   | 7                           | 5                           | 7                           | 7                           | 7                           | 6                           | 6                           | 45                          | 7                           |
| 10                          | "Spinning"                          | 12                          | 12                          | 8                           | 5                           | 12                          | 12                          | 10                          | 71                          | 12                          |
| 11                          | "Seven"                             | 0                           | 0                           | 0                           | 0                           | 0                           | 0                           | 1                           | 1                           | 0                           |
| 12                          | "I feel so high"                    | 2                           | 3                           | 4                           | 10                          | 2                           | 3                           | 2                           | 26                          | 4                           |
| 13                          | "Paralyzed"                         | 5                           | 4                           | 6                           | 12                          | 10                          | 8                           | 4                           | 49                          | 8                           |
| 14                          | "The best thing in life is to love" | 4                           | 0                           | 0                           | 0                           | 3                           | 1                           | 0                           | 8                           | 0                           |
| 15                          | "Wake me up"                        | 0                           | 0                           | 0                           | 3                           | 0                           | 0                           | 0                           | 3                           | 0                           |
| 16                          | "Pour toi et pour moi"              | 0                           | 2                           | 1                           | 0                           | 0                           | 5                           | 0                           | 8                           | 1                           |

### Finala
- Va avea loc pe 9 martie .
- Vor concura cei 12 calificați din semifinale.
- Ordinea intrări concurenților în concus a fost aleasă în funcție de extragerea plicurilor în care se aflau numele calificaților în finală.

|    | Artist                      | Cântec                            | Televot          | Juriu     | Total     | Loc obținut |
| -- | --------------------------- | --------------------------------- | ---------------- | --------- | --------- | ----------- |
| 01 | Casa Presei                 | Un Refren                         | 10 puncte (8552) | 2 puncte  | 12 puncte | 4           |
| 02 | Narcis Iustin Ianău         | Seven                             | 5 puncte (1879)  | 0 puncte  | 5 puncte  | 8           |
| 03 | Freestay                    | Criminal Mind                     | 0 puncte (1168)  | 5 puncte  | 5 puncte  | 8           |
| 04 | Elena Cârstea               | Spinning                          | 4 puncte(1754)   | 7 puncte  | 11 puncte | 5           |
| 05 | Luminița Anghel             | Unique                            | 8 puncte(7469)   | 10 puncte | 18 puncte | 3           |
| 06 | Ovidiu Anton                | Run away with me                  | 0 puncte(536)    | 3 puncte  | 3 puncte  | 9           |
| 07 | „Cezar”                     | " "It's My Life""                 | 12 puncte(9774)  | 8 puncte  | 20 puncte | 1           |
| 08 | Cristian Prăjescu           | The best thing in life is to love | 3 puncte(1672)   | 0 puncte  | 3 puncte  | 9           |
| 09 | Electric Fence              | Emilia                            | 7 puncte(3619)   | 12 puncte | 19 puncte | 2           |
| 10 | Al Mike feet. Renee Santana | What is love                      | 2 puncte(1608)   | 6 puncte  | 8 puncte  | 7           |
| 11 | Tudor Turcu                 | Hello                             | 6 puncte(3260)   | 4 puncte  | 10 puncte | 6           |
| 12 | Andrei Leonte               | Paralyzed                         | 1 punct(1276)    | 1 punct   | 2 puncte  | 10          |

#### Juriu
Fiecare membru al juriului a primit un buletin de vot,cuprinzând, în ordinea alfabetică a titlului melodiei, piesele înscrise în concurs. Aprecierea pieselor s-a făcut pe baza notării cu puncte de la 1 la 12, membrii juriului putând acorda aceeași notă pentru mai multe melodii. Modalitatea de jurizare a fost astfel: 50 % Televot și 50% - Juriul Național, alcătuit din "specialiști". Juriul de specialitate a acordat puncte de la 1 la 12, astfel: 1, 2, 3, 4, 5, 6, 7, 8, 10, 12.
Fiecare punct s-a acorda o singură dată câte unei piese. La finalul jurizării s-a întocmi un prim clasament, melodia care a obținut cele mai multe puncte de la juriu, a foat clasată pe primul loc și a primit 12 puncte, locul 2-10 puncte, locul 3-8 puncte, locul 4-7 puncte, locul 5-6 puncte, locul 6-5 puncte, locul 7-4 puncte, locul 8-3 puncte, locul 9-2 puncte, locul 10-1 punct. Telespectatorii au putut vota pentru una sau mai multe melodii, de maxim 11 ori pentru fiecare melodie, prin telefon, din momentul în care s-au declarat deschise liniile telefonice. Pentru transparență, a fost permisă prezența unui număr de 3 reprezentanți ai presei în zona calculatorului în care se primesc voturile populației.
| Detailed Jury Votes                 | Detailed Jury Votes | Detailed Jury Votes | Detailed Jury Votes | Detailed Jury Votes | Detailed Jury Votes | Detailed Jury Votes | Detailed Jury Votes | Detailed Jury Votes |
| Song                                | George Natsis       | Alexandra Cepraga   | Andrei Tudor        | Crina Mardare       | Eduard Cârcotă      | Ștefan Naftalaila   | Mihai Ogășanu       | Total               |
| ----------------------------------- | ------------------- | ------------------- | ------------------- | ------------------- | ------------------- | ------------------- | ------------------- | ------------------- |
| "Un Refren"                         | 4                   | 3                   | 4                   | 2                   | 0                   | 6                   | 0                   | 19                  |
| "Seven"                             | 0                   | 0                   | 0                   | 0                   | 0                   | 1                   | 1                   | 2                   |
| "Criminal Mind"                     | 8                   | 5                   | 6                   | 3                   | 6                   | 8                   | 3                   | 39                  |
| "Spinning"                          | 7                   | 7                   | 7                   | 5                   | 7                   | 7                   | 7                   | 47                  |
| "Unique"                            | 12                  | 12                  | 10                  | 7                   | 12                  | 0                   | 12                  | 65                  |
| "Run away with me"                  | 2                   | 4                   | 3                   | 4                   | 2                   | 0                   | 5                   | 20                  |
| "It's my life"                      | 3                   | 8                   | 12                  | 1                   | 10                  | 5                   | 8                   | 47                  |
| "The best thing in life is to love" | 6                   | 0                   | 0                   | 0                   | 1                   | 3                   | 0                   | 10                  |
| "Emilia"                            | 10                  | 10                  | 8                   | 12                  | 5                   | 12                  | 10                  | 67                  |
| "What is love"                      | 5                   | 6                   | 5                   | 6                   | 8                   | 10                  | 6                   | 46                  |
| "Hello"                             | 1                   | 2                   | 2                   | 10                  | 4                   | 4                   | 4                   | 27                  |
| "Paralyzed"                         | 0                   | 1                   | 1                   | 8                   | 3                   | 2                   | 2                   | 17                  |